# アンドレス・ノシオーニ
アンドレス・ノシオーニ（Andrés Nocioni）ことアンドレス・マルセロ・ノシオーニ（Andrés Marcelo Nocioni、1979年11月30日 - ）は、アルゼンチン、サンタフェ州サンタフェ出身の元バスケットボール選手、アルゼンチン代表でも活躍した。ポジションはスモールフォワード、時折パワーフォワードとしてもプレイする。

## 経歴

### 国際試合
- ノシオーニは、1995-96シーズン、アルゼンチンのバスケットボールリーグでプロとしてのキャリアをはじめた。そして1998-99シーズンには最優秀6thマン（控えの選手）と呼ばれていた。1年後に彼はアルゼンチン代表チームに呼ばれて南米選手権で銀メダルを獲得した。
- 2001年、アルゼンチン代表チームでプレイし、南米選手権で優勝した。
- 2002年、アメリカのインディアナで行われたバスケットボール世界選手権でノシオーニのいたアルゼンチン代表はアメリカ合衆国を破る最初のチームとなった。チームは決勝で惜しくもユーゴスラビアに敗れ銀メダルを獲得した。
- 2003年、彼はスペインのチーム（サスキ・バスコニア、バスケット・マンレサ）に行き、そこで2シーズンを過ごした。
- 2004年にはスペインリーグのMVPとなった。そしてオリンピックではアルゼンチンを南米やラテンアメリカ勢としては初、世界中でもアメリカ、ユーゴスラビア、ソ連に次いで4番目の優勝国とした。
- 2006年のバスケットボール世界選手権ではアルゼンチンはノシオーニも含めて4人のNBAプレイヤーがいた。ベネズエラ戦で負傷したが、続くナイジェリア戦で18分で23得点、フィールドゴール9本全て成功、そのうち3ポイントシュート5本全て成功だった。アルゼンチンはノシオーニの活躍もあり予選リーグを5勝0敗で終えて、決勝トーナメントに進出した。その後アルゼンチンは準決勝でスペインに74-75で惜しくも敗れた。その試合最後、ノシオーニの放った3ポイントシュートが外れてしまった。その後、3位決定戦でアメリカと戦ったがアルゼンチンは81-96で敗れてしまった。チームメートのカーク・ハインリックと戦ったこの日18得点をあげた。

### NBA
- オリンピックで金メダルを獲得した後、ドラフト外のフリーエージェントとしてシカゴ・ブルズと契約した。プエルトリコのカルロス・アローヨやダニエル・サンティアゴ、ブラジルのリアンドロ・バルボサやネネイ、メキシコのエドアルド・ナヘラやグスタボ・アヨン、ヒスパニック系のギルバート・アリーナス、そして同じくアルゼンチン出身のマヌ・ジノビリやカルロス・デルフィノ、ルイス・スコラも同時期NBAプレイヤーとなった。
- 2004-05シーズンは81試合に出場、1試合あたり23.4分プレイし、8.3得点、4.8リバウンド、1.5アシスト、を記録した。
- ノシオーニの激しいディフェンススタイルはリーグで論議を呼びデトロイト・ピストンズのテイショーン・プリンスに対するファウルで1試合出場停止になった。彼はそれ以前にもドウェイン・ウェイドにも激しいファウルをしてユドニス・ハスレムにカメラマン席を飛び越えて観客席まで突き飛ばされたことがあった。その試合で観客はノシオーニに向けてドリンクを投げつけ、あたかもペイサーズとピストンズとの間の乱闘騒ぎのような危険をはらんでいた。このプレイでノシオーニはフレグラント・ファウルを受け、ハスレムはテクニカルファウルを受けさらに退場となった。
- ノシオーニは、自身最初のプレイオフゲームで25得点、18リバウンドをマークし、さらに48分間フル出場した。これは新人のNBA記録となった。
- 2005-06シーズンは1試合あたり13.0得点、6.1リバウンド、1.4アシストを記録、82試合中43試合で先発出場した。プレイオフでは平均22.8得点、9.6リバウンド、1.6アシストを記録、2ゲームでダブル・ダブルを記録した。マイアミ・ヒートとの第2戦、彼は40分間ほど出場し、シュート12本中10本成功(成功率83.3%)、3ポイントシュート3本全て成功、フリースロー1本成功で30得点、6リバウンド、1スティールをあげた。
- 2006-07シーズンは怪我により53試合に出場に止まる。

- 2011-12シーズン以降はリーガACBに復帰し、数々のタイトルを獲得。2017年6月17日、現役引退を表明した[1]。

## 国際大会
- 2004 アテネオリンピック金メダル（アルゼンチン代表）
- 2006 バスケットボール世界選手権4位